# Indische Badmintonmeisterschaft 1967/68
Die Indische Badmintonmeisterschaft der Saison 1967/68 fand in Madras statt. Es war die 32. Austragung der nationalen Titelkämpfe im Badminton in Indien.

## Titelträger
| Disziplin    | Sieger                     |
| ------------ | -------------------------- |
| Herreneinzel | Suresh Goel                |
| Dameneinzel  | Sarojini Gogte             |
| Herrendoppel | Dipu Ghosh Raman Ghosh     |
| Damendoppel  | Sarojini Gogte Sunila Apte |
| Mixed        | Dipu Ghosh Sarojini Gogte  |

Anmerkung
Handbook und die Badminton Association of India publizieren unterschiedliche Sieger im Mixed. Die Badminton Association of India listet eine unbekannte Spielerin namens Sushila Gogte als Siegerin im Mixed.